# Adolfshöhe (Wiesbaden)

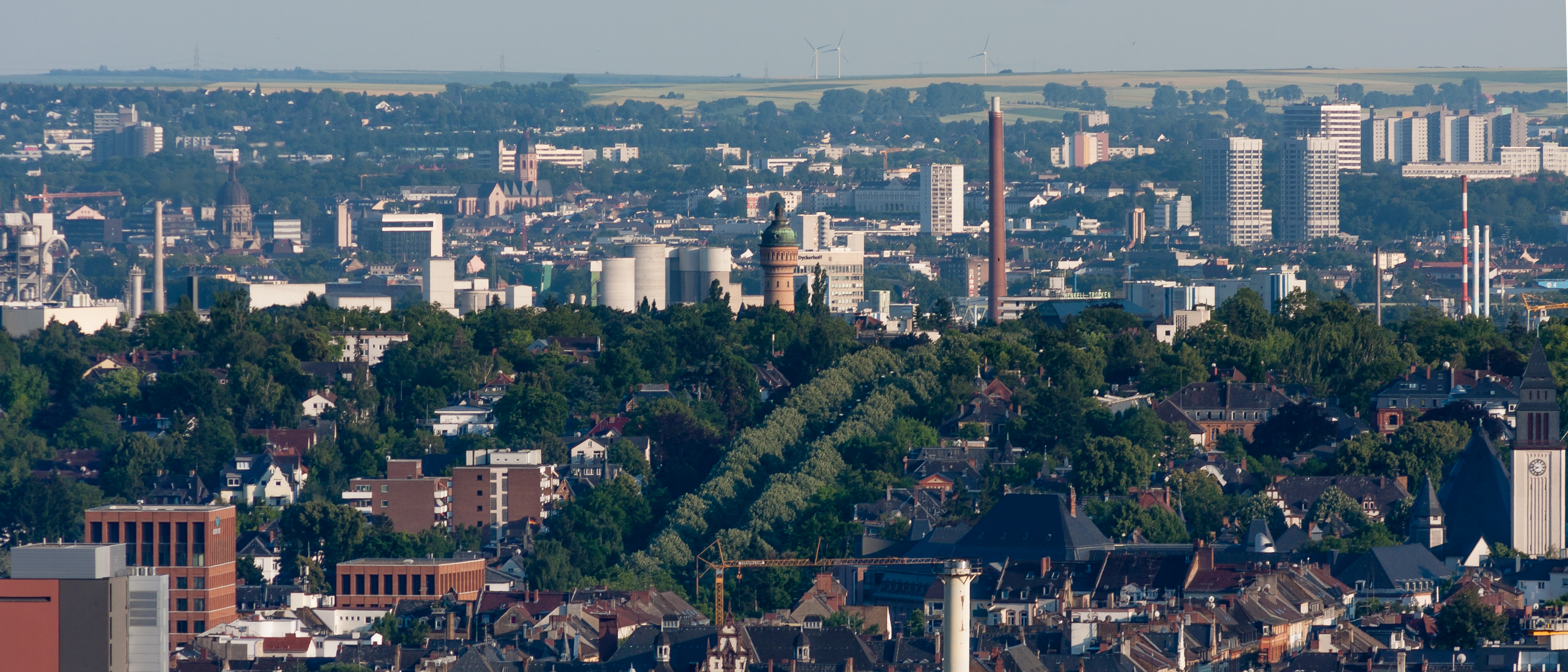
Der Mosbacher Berg mit dem Wasserturm vom Neroberg aus

Die Adolfshöhe ist ein großteils zu Wiesbaden-Biebrich gehöriges Gebiet beiderseits der Biebricher Allee an der Grenze zur Gemarkung Wiesbaden. Es wird oft in Verbindung gebracht mit dem 1906 errichteten Landesdenkmal, das Herzog Adolph von Nassau, Großherzog von Luxemburg und seine Untertanen darstellt. Dieses steht 
zwischen der Richard-Wagner-Anlage und der Biebricher Allee dort, wo die Adolfshöhe beginnt, nach Süden hin in Richtung Biebrich abzufallen. 
Ursprünglich Mittelpunkt, heute im engeren Sinne nördliches Ende der Adolfshöhe, ist etwa die Kreuzung Biebricher Allee/2. Ring, wo 1856 das beliebte, heute nicht mehr existente Ausflugslokal Adolph’s Höhe eröffnet hatte. Ein 1870 gemeinsam von Biebrich und Wiesbaden ausdrücklich für die Adolfshöhe beschlossener Bebauungsplan sah ein Villengebiet entlang der Biebricher Allee vor, das ab 1905 durch weitere Villenbaugebiete westlich der Biebricher Allee ergänzt wurde, u. a. die „Villenkolonie Adolfshöhe“ mit Rittershausstraße, Nassauer Straße, Römerweg und Cheruskerweg. Sowohl an der Biebricher Allee als auch in den Erweiterungen des Villengebietes sind auch heute noch viele gut erhaltene ältere Villen zu sehen. 
Die Anhöhe ist aber auch als Mosbacher Berg bekannt, benannt nach dem Biebricher Vorort Mosbach, und durch das Einzugsgebiet des Gymnasiums am Mosbacher Berg heute kaum noch als Adolfshöhe bekannt. Durch straßenbauliche Einschnitte, d. h. die Autobahn südlich des Landesdenkmals und den 2. Ring wird meist nur noch obengenannter Abschnitt als die Adolfshöhe wahrgenommen. Neben den unter Landesdenkmal genannten Sehenswürdigkeiten ist vor allem das Hauptwahrzeichen, der Biebricher Wasserturm im östlich der Allee gelegenen Villen-Abschnitt der Rudolf-Vogt-Straße, und ansonsten vor allem die Heilig-Geist-Kirche zu nennen, die als Mittelpunkt eines Nachkriegs-Neubaugebietes ebenfalls ein Wahrzeichen der Adolfshöhe geworden ist.